# Киселівка (Ніжинський район)
Киселі́вка — село в Україні, у Мринській сільській громаді Ніжинського району Чернігівської області. Населення становить 151 особу.
Колишнє володіння Адама Киселя, від якого і походить назва села.     
У 1935 році на території сучасного села позначені два населені пункти - Аксаківка і Киселівка.  У 1924 році обидва села - сусіди входили до Мринського району. Аксаківка мала 24 двори, 134 жителя, Киселівка - 30 і 167 відповідно. А(О)ксаківка з населенням 50 душ згадана в Списку наявних у Малоросійській губернії селищ 1799-1801 років, Киселівка ні. Проте в каталозі населених пунктів Лівобережної України 1750-х рр навпаки  є лише Киселівка.